# Gonzalo Vásquez
Gonzalo Vásquez è un comune (corregimiento) della Repubblica di Panama situato nel distretto di Chimán, provincia di Panama. Si estende su una superficie di 42,2 km² e conta una popolazione di 91 abitanti (censimento 2010).